# Павія

Павія (італ. Pavia) — місто та муніципалітет на півночі Італії, у регіоні Ломбардія, столиця провінції Павія, знаходиться на річці Тічино.
Павія розташована на відстані близько 460 км на північний захід від Рима, 32 км на південь від Мілана.
Населення — 72 205 осіб (2014).
Щорічний фестиваль відбувається 9 грудня. Покровитель — San Siro.
Місто є південним передмістям Мілана. Виробництво швейних машин, верстатів, турбін, сільськогосподаських машин і устаткування, радіоелектронних виробів, штучного волокна; нафтопереробна, швейна, меблева, харчова промисловість.
Університет (з 1361).

Місто зберігає середньовічну зовнішність. Численні романські споруди (базиліка Сан-Мікеле, 1117–1155, та інші), готичний замок Вісконті (1360–1365), ренесансний собор (1488-92, архітектори Дж. А. Амадео, Д. Браманте, Дж. Дж. Дольчебуоно та інші; фасад — 19 ст.), церква Санта-Марія ді Канепанова (кінець 15 ст., архітектор Дж. А. Амадео). Музей замку, Пінакотека Маласпіна, музей Чертозі. Поблизу Павії монастир Чертоза (з 1396; ранньоренесансний фасад церкви, з 1473, архітектор Дж. А. Амадео тощо).
1525 року біля Павії відбулася відома битва, в якій армія Габсбургів розтрощила французьку армію й полонила французького короля Франциска I.

## Пам'ятки

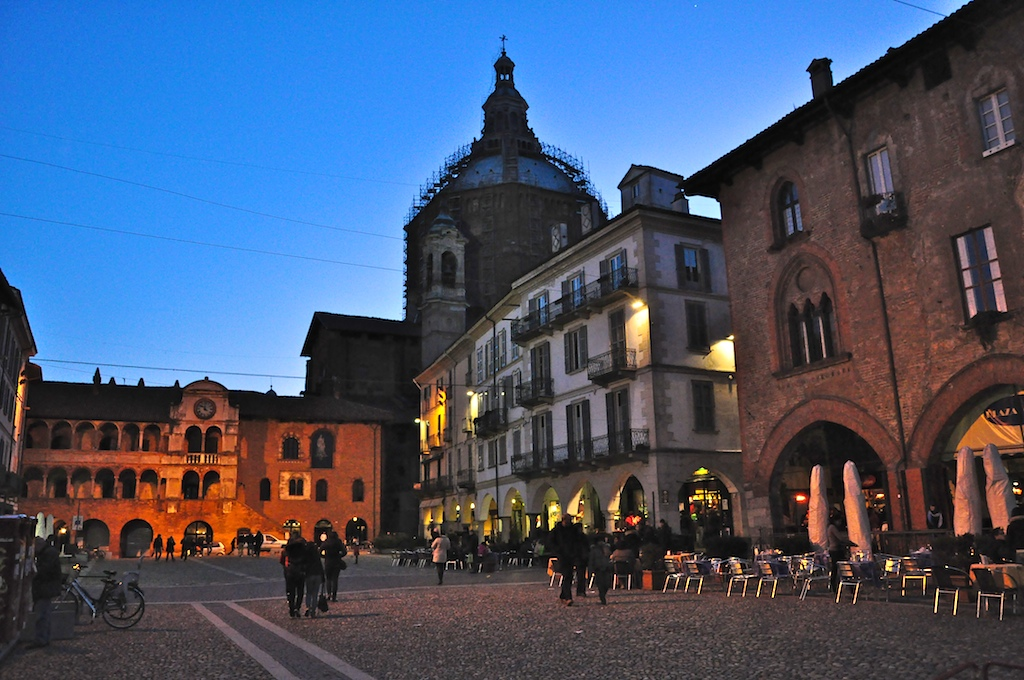

- Головні художні скарби міста зберігаються в Чертозі, картузіанському монастирі за 8 км дорогою на Мілан. Він будувався на замовлення Джана Галеаццо Вісконті починаючи з 1396 року як родинна усипальниця роду Вісконті. Протягом століть будівництво вели кілька поколінь родини Соларі, і за той час готичні смаки змінилися ренесансними. В інтер'єрі — картини, фрески, скульптури Амброджо Бергоньйоне, Перуджино, Бернардіно Луїні, Гверчіно та інших майстрів.
- Павійський собор було закладено 1488 року й будувався 410 років. Серед італійських храмів за висотою центрального купола (97 метрів) він поступається лише собору св. Петра та Санта-Марія-дель-Фйоре. Сусідня з ним вежа XIV століття (одна з багатьох подібних) завалилася в березні 1989 року.
- Церква Сан-Мікеле-Маджоре XI–XII століть — один з найкращих зразків ломбардської романіки. Побудована на руїнах давнішого храму лангобардської столиці. У рік освячення храму в ньому був коронований Фрідріх Барбаросса.

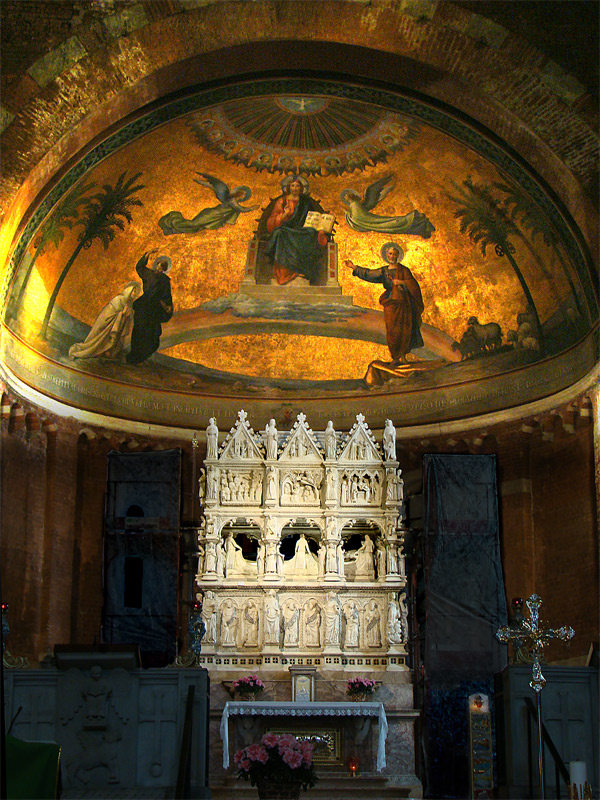
Гробниця св. Августина у базиліці св. Петра

- Базиліка св. Петра «в Золотому небі» — характерний пам'ятник ломбардского стилю XII століття, побудований на місці стародавньої базиліки з похованнями лангобардских королів, св. Августина та Боеція.
- Санта-Марія-дель-Карміне — пам'ятка ломбардської цегляної готики часів перших Вісконті. За розмірами поступається лише міському собору.
- Резиденція міланських Вісконті (XIV ст.), під мурами якої відбулася знаменита битва при Павії.
- Санта-Марія-ді-Канепанова — видатнва пам'ятка ренесансної архітектури. Круглий у плані храм будувався в 1500–1507 роках за проектом Джованні Антоніо Амадео, ймовірно, під враженням від міланських робіт Донато Браманте.
- З пам'яток римської старовини довгий час зберігався Понте Веккьйо — міст через Тічино, замінений в половині XIV століття мальовничою критою спорудою, яка була знищена під час Другої світової війни, але згодом її відбудували в формах, що нагадують початкові.
- Школи Гісльєрі та Борромео — одні з найстаріших в Ломбардії, засновані в 1560-і роки Павлом V і Карло Борромео, відповідно.

## Демографія
Населення за роками:

Станом на 1 січня 2023 року в муніципалітеті офіційно проживав 10 201 іноземець з 141 країни, серед них 1946 громадян країн Євросоюзу та 1162 громадяни України.

## Сусідні муніципалітети
- Боргарелло
- Карбонара-аль-Тічино
- Чертоза-ді-Павія
- Кура-Карпіньяно
- Марчиньяго
- Сан-Дженезіо-ед-Уніті
- Сан-Мартіно-Сіккомаріо
- Сант'Алессіо-кон-В'ялоне
- Торре-д'Ізола
- Травако-Сіккомаріо
- Валле-Салімбене
- Берегуардо

## Люди, пов'язані з Павією
- Арментарій з Павії (пом. 451 році) — святий єпископ
- Лютперт (680—702) — король лангобардів (700—702), син короля Куніберта
- Ліутпранд Кремонський (920—971/972) — середньовічний дипломат та церковний діяч королівства Італія та Священної Римської імперії, хроніст, письменник
- Іван XIV (? — 984) — сто тридцять сьомий папа Римський (грудень 983 — 20 серпня 984)
- Ланфранк (1005—1089) — англійський церковний та державний діяч у 1070—1089 роках, філософ, богослов, католицький святий
- Карло М. Чіполла (1922—2000) — італійський економіст, історик економіки.

- Див. категорію Уродженці Павії

## Галерея зображень

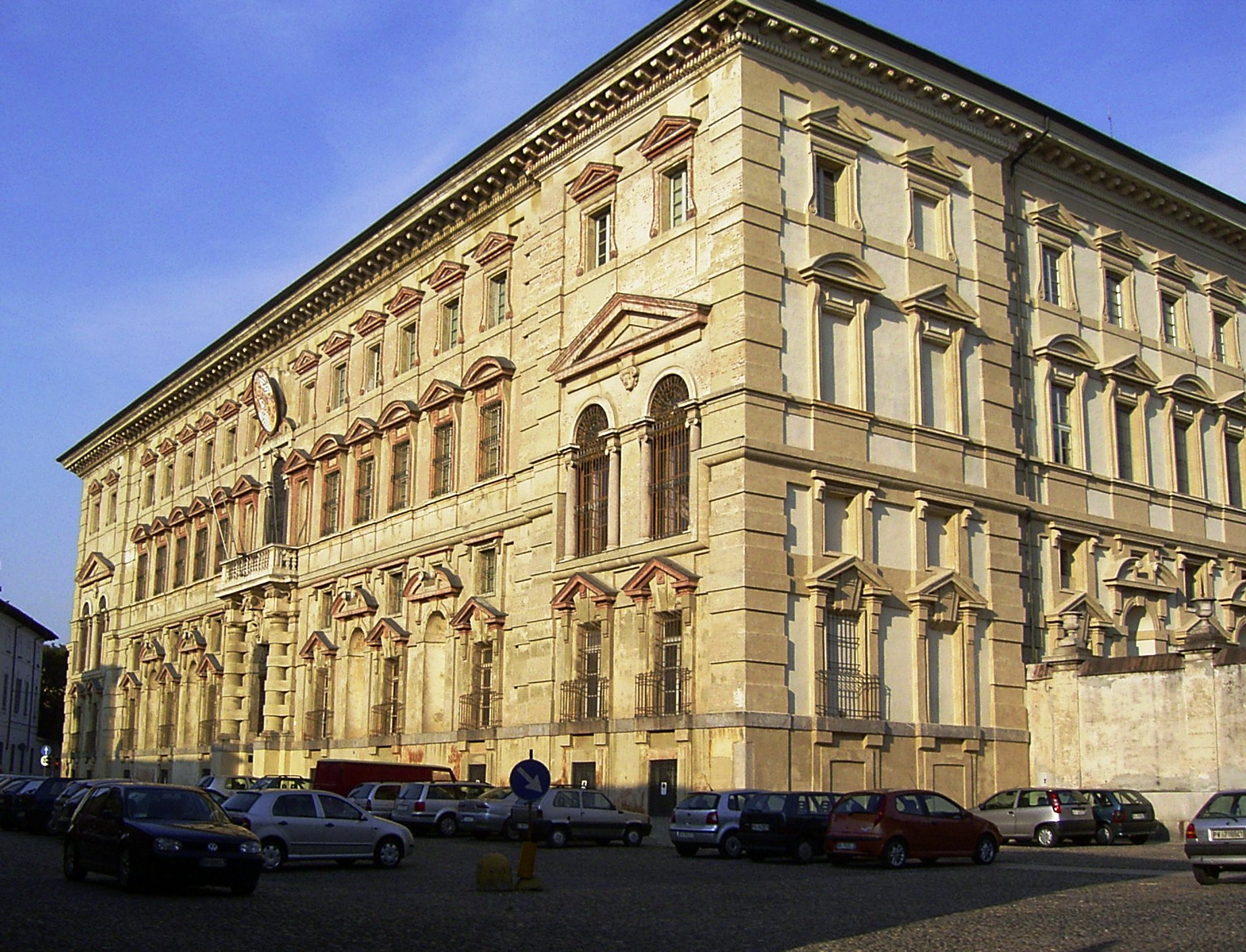
Арх. Пеллегріно Тібальді. Колледж Карло Борромео, Павія

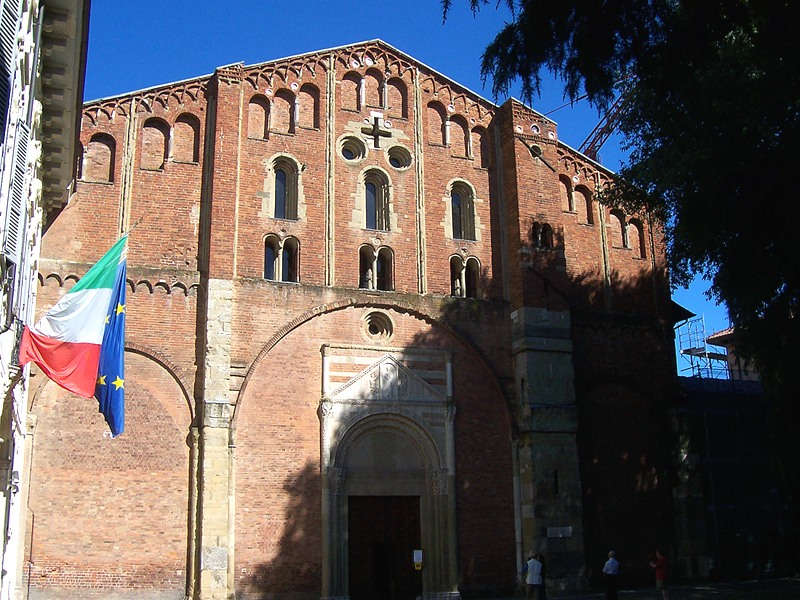
Базиліка святого Петра в золотому небі
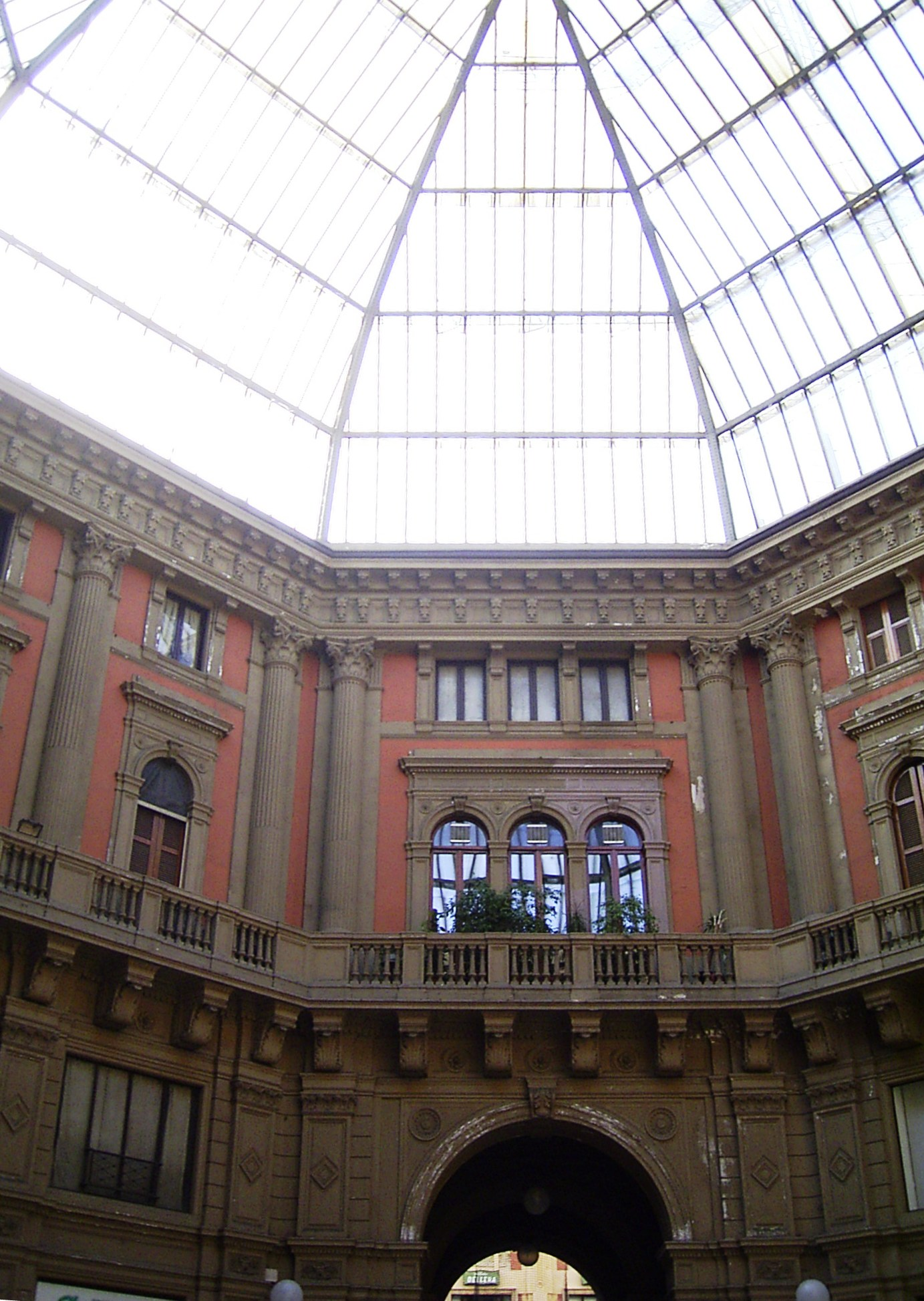
La Cupola Arnaboldi, risalente al 1882
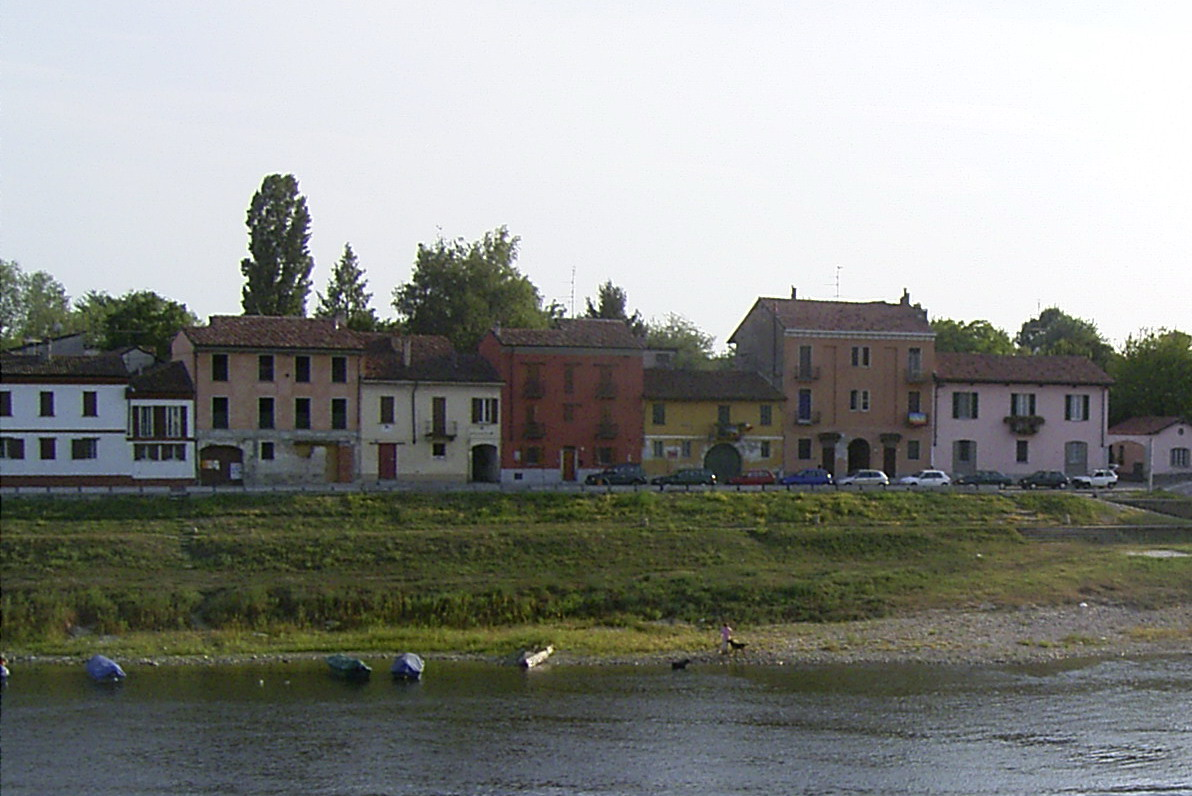
Borgo Ticino, il quartiere di Pavia che si estende al di là del fiume, fuori dalle antiche mura della città
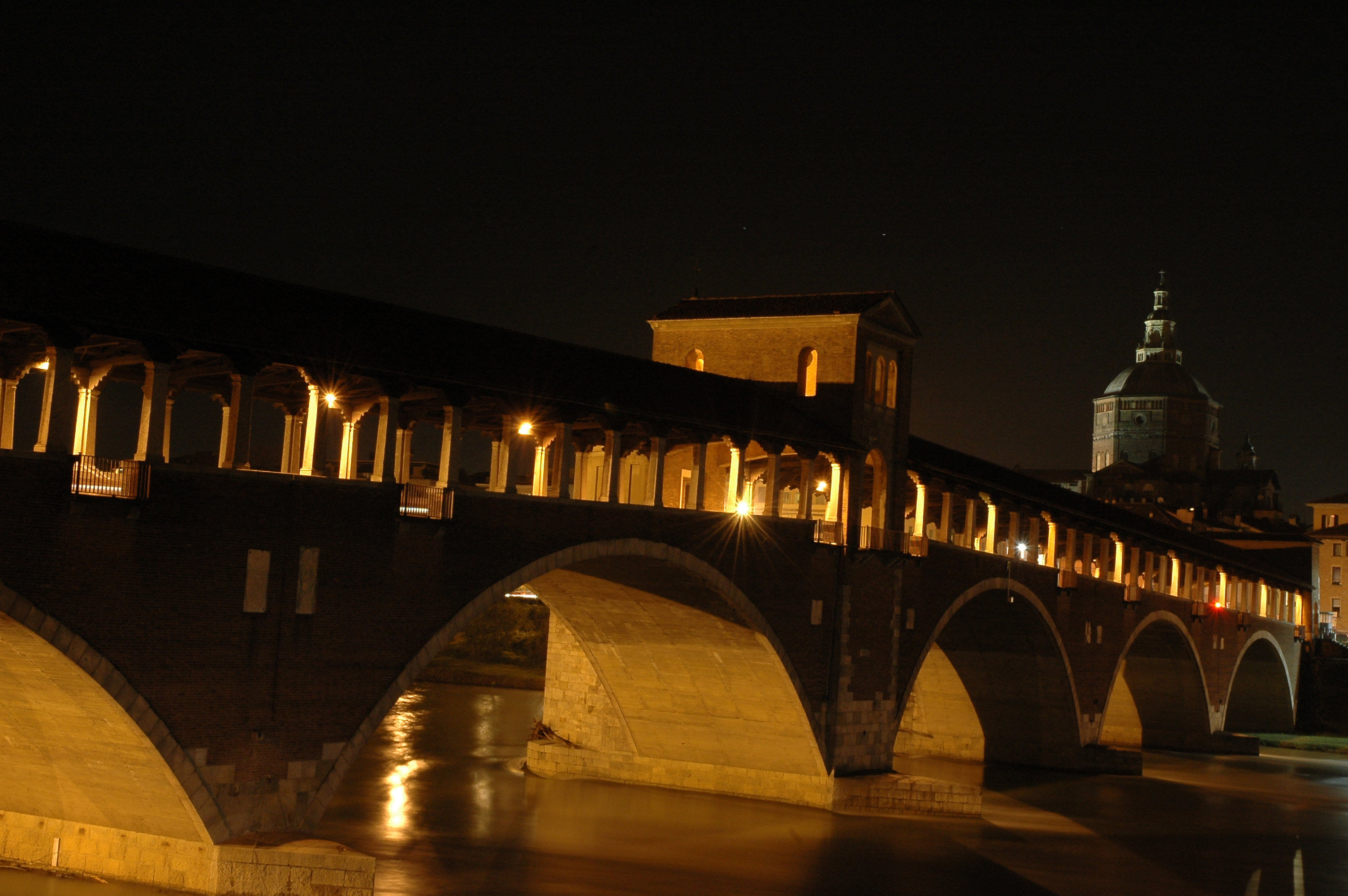
Veduta notturna del Ponte Coperto
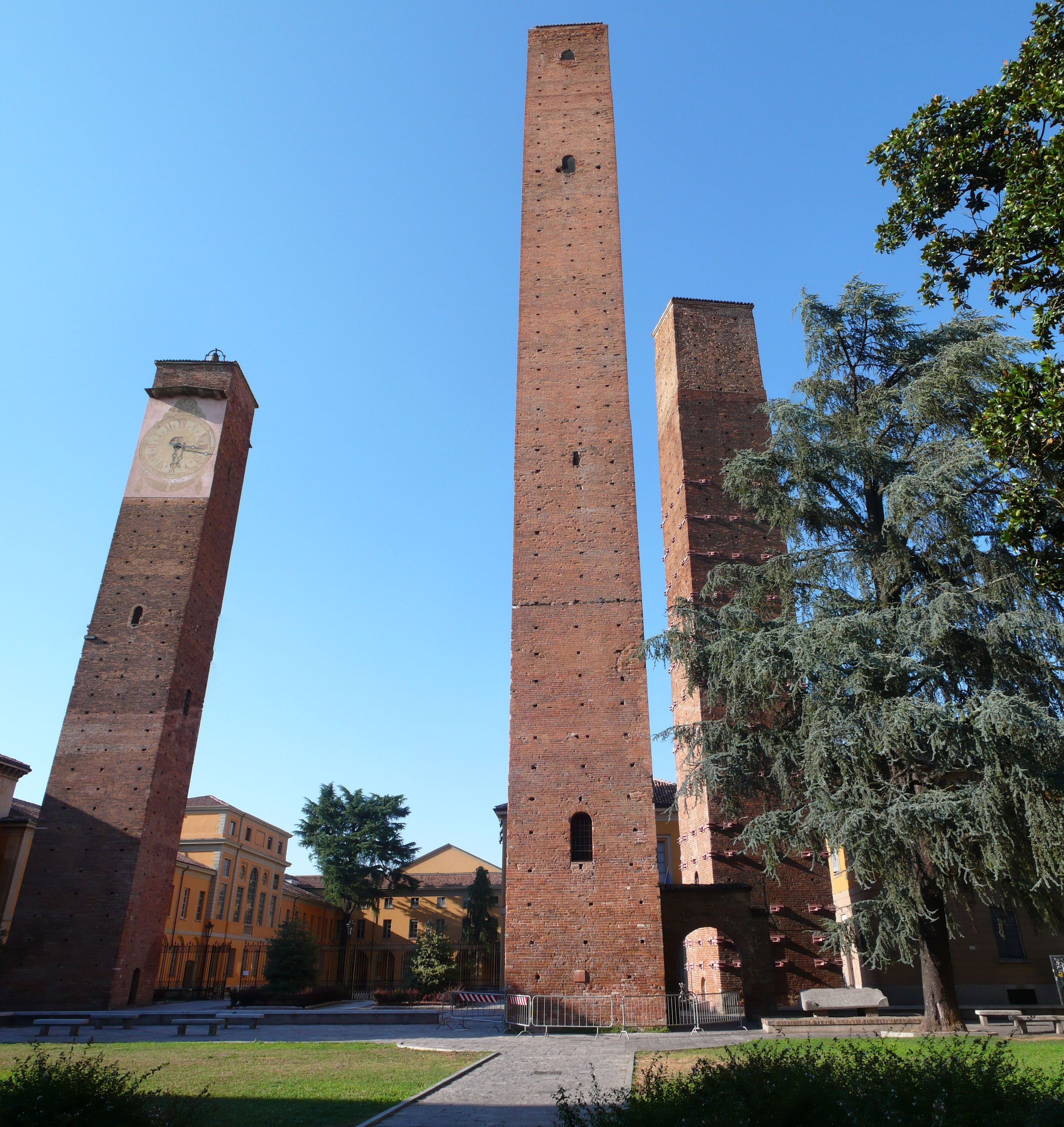
Le torri medievali di Piazza Leonardo da Vinci